# Lewis (televisieserie)
Lewis (in de Verenigde Staten Inspector Lewis) is een Britse televisieserie die zich afspeelt in Oxford. Het is een afgeleide van de politieserie Inspector Morse. In die serie speelde Kevin Whately Sergeant Robbie Lewis, die de rechterhand was van Inspector Morse. In Lewis is hij inspecteur en de baas van DS James Hathaway (Laurence Fox). In de laatste twee seizoenen van de serie is Hathaway gepromoveerd tot inspecteur en springt Lewis, die dan al met pensioen is, bij.
Nadat de serie in mei 2012 met een zevende seizoen werd verlengd zei Fox dat dit voor de laatste keer zou zijn, omdat zowel hij als Whately zich op andere bezigheden wilden gaan richten. Woordvoerster Kate Bain van ITV weersprak dit echter, en stelde dat Lewis in 2014 wel degelijk terug zou kunnen komen, hetzij als serie, hetzij als een eenmalige 'special'. Op 10 februari 2014 werd officieel bekendgemaakt dat er een achtste seizoen van de serie ging komen, opnieuw bestaande uit zes afleveringen van 45 minuten. De uitzendingen begonnen op 10 oktober 2014. In het najaar van 2015 is het negende en laatste seizoen van Lewis uitgezonden in het Verenigd Koninkrijk. Ook dit seizoen telde zes afleveringen van 45 minuten.

## Verhaallijn
De serie speelt in Oxford, dat in beeld wordt gebracht met de colleges en de bijzondere karakters uit de hogere en academische kringen. Hoofdrolspelers zijn Detective Inspector Lewis en zijn assistent Detective Sergeant Hathaway. In elke aflevering lossen zij één of meer moorden op.
Robbie Lewis is jarenlang als Detective Sergeant de assistent geweest van Detective Chief Inspector Morse. Na diens overlijden doet Lewis examen en wordt bevorderd tot Detective Inspector. Maar dan – drie jaar na het overlijden van Morse - wordt Valerie, de vrouw van Lewis, het slachtoffer van een hit-and-run in Londen en overlijdt. Lewis is erg van slag en neemt een baan aan bij de politie van de Britse Maagdeneilanden. Twee jaar later komt hij – nog steeds vol verdriet – terug bij de politie in Oxford. Hij krijgt de twintig jaar jongere Detective Sergeant James Hathaway toegewezen als assistent.
De twee zijn elkaars tegenpolen: Lewis heeft weinig opleiding, maar heeft een goed inzicht in mensen en hun drijfveren. Hathaway is meer een intellectueel en blijkt zelf in Cambridge theologie te hebben gestudeerd. Hij is daarmee gestopt en bij de politie gaan werken. Lewis voelt zich duidelijk aangetrokken tot Dr. Laura Hobson, de patholoog-anatoom waar hij veel mee te maken heeft. De gevoelens lijken wederzijds, maar blijven onuitgesproken, wat een (prettige) spanning veroorzaakt, maar geen echte ontwikkeling kent. In aflevering 20 verzucht Chief Superintendent Innocent: "Honestly. Sometimes I just want to bang their heads together. Two grown-up, single people who obviously like each other."
Op 11 februari 2013 werd in Engeland de (veronderstelde) laatste aflevering van de serie uitgezonden met als eindscène eenzelfde situatie als het einde van de Morse serie, waar beide acteurs samen een biertje drinken en (nu) Hathaway eindelijk de voornaam Robbie mag noemen van Lewis. Eén en ander was het gevolg van het vertrek van Laurence Fox om met zijn gezin naar de Verenigde Staten te vertrekken om daar zijn loopbaan voort te zetten. En in deze laatste aflevering is duidelijk te zien dat Lewis zijn Laura gevonden heeft.
In het achtste seizoen blijkt dat Hathaway na een jaar afwezigheid toch weer is teruggekeerd bij de politie van Oxfordshire en inmiddels bevorderd is tot Detective Inspector. Het leidinggeven aan zijn inmiddels al tweede assistent de DS Lizzie Maddox (gespeeld door Angela Griffin) gaat hem echter niet goed af. In combinatie met gebrek aan ervaring binnen de politiemacht besluit Chief Superintendent om Lewis terug te roepen uit zijn pensioen.
In het negende en laatste seizoen worden DI Hathaway en DS Maddox wederom bijgestaan door Lewis. Ook patholoog anatoom Laura Hobson (gespeeld door Clare Holman) keert weer terug. Superintendent Jean Innocent (gespeeld door Rebecca Front) is in het negende seizoen vervangen door Chief Superintendent Joe Moody (gespeeld door Steve Toussaint).

## Hoofdrolspelers
| Acteur          | Karakter       | Functie              | Seizoen | Opmerking                                                             |
| --------------- | -------------- | -------------------- | ------- | --------------------------------------------------------------------- |
| Kevin Whately   | Robert Lewis   | Inspecteur, Adviseur | 1 - 9   | Speelde reeds mee in de gehele Inspector Morse-serie                  |
| Laurence Fox    | James Hathaway | Rechercheur          | 1 - 9   | Is in seizoen 8 en 9 inspecteur                                       |
| Angela Griffin  | Lizzie Maddox  | Rechercheur          | 8 - 9   |                                                                       |
| Rebecca Front   | Jean Innocent  | Chief Superintendent | 1 - 8   | Baas van Lewis en Hathaway                                            |
| Steve Toussaint | Joe Moody      | Chief Superintendent | 9       | Baas van Lewis en Hathaway                                            |
| Clare Holman    | Laura Hobson   | patholoog-anatoom    | 1 - 9   | Speelde reeds mee in de vijf laatste afleveringen van Inspector Morse |

## Afleveringen

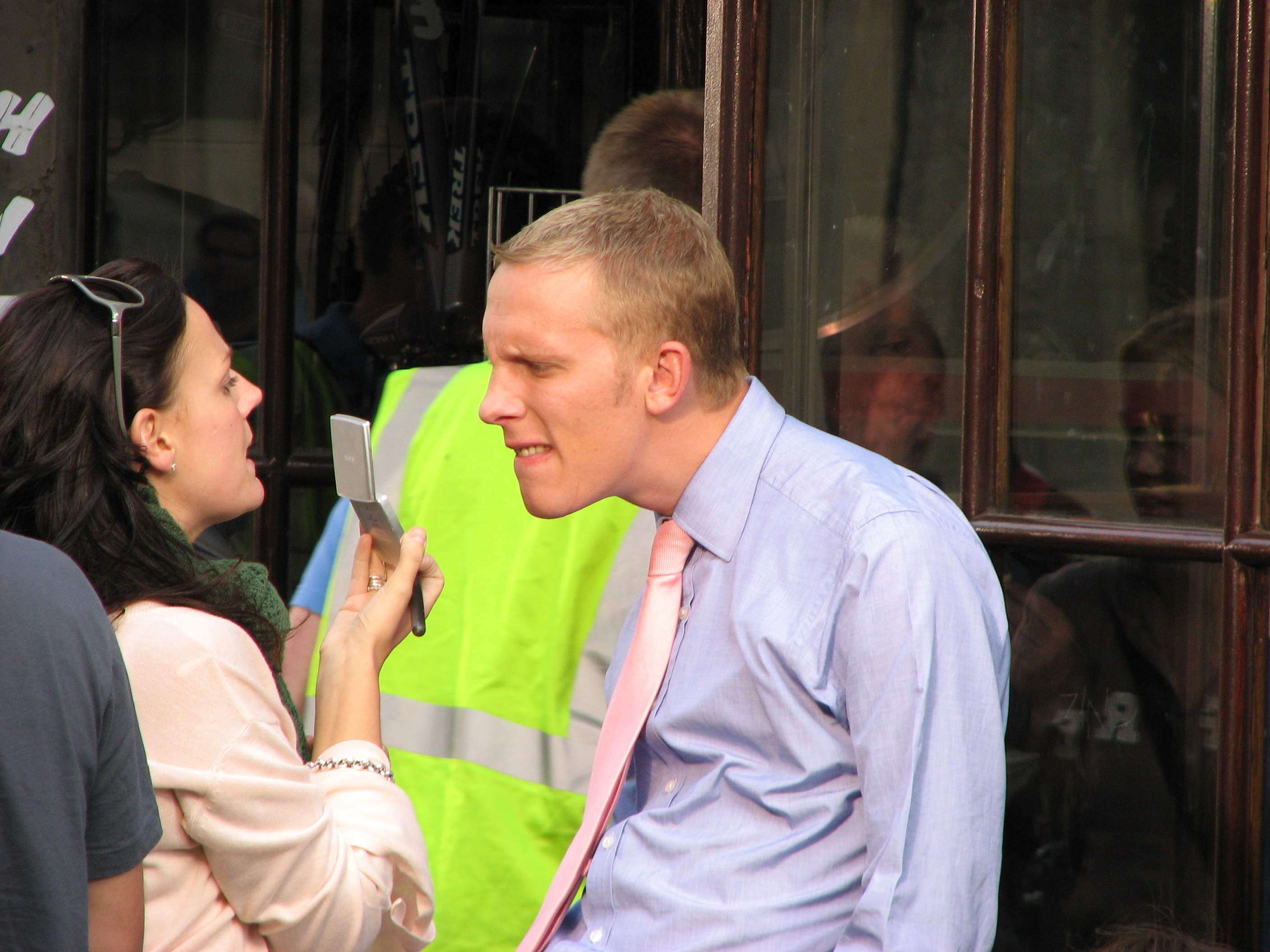
Laurence Fox als rechercheur Hathaway tijdens een opname in Oxford

| Seizoen | datum eerste aflevering | datum laatste aflevering | aantal afleveringen |
| ------- | ----------------------- | ------------------------ | ------------------- |
| 1       | 29 januari 2006         | 4 maart 2007             | 4                   |
| 2       | 24 februari 2008        | 16 maart 2008            | 4                   |
| 3       | 22 maart 2009           | 12 april 2009            | 4                   |
| 4       | 2 mei 2010              | 30 mei 2010              | 4                   |
| 5       | 3 april 2011            | 24 april 2011            | 4                   |
| 6       | 16 mei 2012             | 6 juni 2012              | 4                   |
| 7       | 7 januari 2013          | 11 februari 2013         | 3                   |
| 8       | 10 oktober 2014         | 14 november 2014         | 3                   |
| 9       | 6 oktober 2015          | 10 november 2015         | 3                   |

## Uitzendingen en dvd's
Lewis werd in het VK uitgezonden door ITV en in de VS door PBS (als “Inspector Lewis”). Voorzien van Nederlandstalige ondertiteling was de serie te zien in Vlaanderen bij Canvas en in Nederland bij de KRO. Canvas heeft in december 2013 de laatste aflevering uitgezonden. Bij de KRO werd de pilotaflevering uitgezonden op 7 juli 2006 tijdens de KRO Interactieve Detectivenacht en herhaald op 12 maart 2008. Eind maart 2009 volgde nogmaals een herhaling. Seizoen 1 is in juli 2007 uitgezonden op de zondagavond en werd herhaald in april 2009. Seizoen 2 is in de maanden maart en april 2008 uitgezonden en herhaald in juli 2011. Seizoen 3 is in oktober 2009 uitgezonden en herhaald in augustus 2011. Seizoen 4 is herhaald in september en oktober 2013, seizoen 5 en 6 zijn uitgezonden in respectievelijk februari en oktober 2012. Seizoen 7 werd in 2014 uitgezonden. Lewis verscheen vanaf 2008 per seizoen op dvd. Seizoen 7 kwam uit in 2014 en seizoen 8 een jaar later.